# 菲普斯堡 (科羅拉多州)
菲普斯堡（英語：Phippsburg）是位於美國科羅拉多州魯特縣的一個人口普查指定地區。

## 地理
菲普斯堡的座標為40°13′56″N 106°56′35″W / 40.23222°N 106.94306°W，而該地最高點為海拔高度2267米（即7438英尺）。

## 人口
根據2010年美國人口普查的數據，菲普斯堡的面積為3.072平方千米，均爲陸地。當地共有人口204人，而人口密度為每平方千米66人。